# Роберт Гіббс
Роберт Лейн Гіббс (англ. Robert Lane Gibbs; нар. 29 березня 1971, Оберн, Алабама) — прессекретар Білого дому з 20 січня 2009 по 11 лютого 2011 року. Працював в директором зі зв'язків з громадськістю у комітеті Демократичної партії США з виборів до Сенату протягом чотирьох виборчих кампаній. Гіббс був прессекретарем сенатора Джона Керрі в його передвиборчій кампанії 2004 року, а також директором зі зв'язків з громадськістю виборчої кампанії Барака Обами.
22 листопада 2008 Гіббс був представлений прессекретарем адміністрації Обами. Він вступив на цю посаду 20 січня 2009 року і провів свій перший офіційний брифінг 22 січня 2009.
5 січня 2011 Роберт Гіббс заявив, що покине Білий дім, щоб стати зовнішнім радником адміністрації. Він покинув посаду 11 лютого 2011.